# Verwaltungsgliederung der Oblast Rjasan
Die Oblast Rjasan im Föderationskreis Zentralrussland der Russischen Föderation gliedert sich in 25 Rajons und 4 Stadtkreise. Den Rajons sind insgesamt 30 Stadt- und 257 
Landgemeinden unterstellt (Stand: 2010).

## Stadtkreise
| [ 1 ] | Stadtkreis | Einwohner | Fläche (km²) | Bevölkerungs- dichte (Ew./km²) | Stadt- bevölkerung | Land- bevölkerung | Anzahl städtischer Siedlungen | Anzahl ländlicher Siedlungen |
| ----- | ---------- | --------- | ------------ | ------------------------------ | ------------------ | ----------------- | ----------------------------- | ---------------------------- |
| I     | Kassimow   | 33.357    | 32           | 1055                           | 33.357             | –                 | 1                             | –                            |
| II    | Rjasan     | 509.392   | 224          | 2277                           | 509.392            | –                 | 1                             | –                            |
| III   | Sassowo    | 28.448    | 24           | 1183                           | 28.448             | –                 | 1                             | –                            |
| IV    | Skopin     | 31.430    | 31           | 1018                           | 30.461             | 969               | 1                             | 5                            |

## Rajons
| [ 1 ] | Rajon            | Einwohner | Fläche (km²) | Bevölkerungs- dichte (Ew./km²) | Stadt- bevölkerung | Land- bevölkerung | Verwaltungssitz  | Weitere Orte                            | Anzahl Stadt- gemeinden | Anzahl Land- gemeinden |
| ----- | ---------------- | --------- | ------------ | ------------------------------ | ------------------ | ----------------- | ---------------- | --------------------------------------- | ----------------------- | ---------------------- |
| 1     | Alexandro-Newski | 12.209    | 833          | 15                             | 4.038              | 8.171             | Alexandro-Newski |                                         | 1                       | 7                      |
| 2     | Jermischinski    | 9.138     | 1342         | 7                              | 4.371              | 4.767             | Jermisch         |                                         | 1                       | 5                      |
| 4     | Kadomski         | 9.123     | 997          | 9                              | 5.803              | 3.320             | Kadom            |                                         | 1                       | 4                      |
| 5     | Kassimowski      | 30.357    | 2965         | 10                             | 9.026              | 21.331            | Kassimow         | Gus-Schelesny, Jelatma, Laschma, Syntul | 4                       | 21                     |
| 6     | Klepikowski      | 26.704    | 3238         | 8                              | 12.818             | 13.886            | Spas-Klepiki     | Tuma                                    | 2                       | 13                     |
| 7     | Korablinski      | 23.958    | 1171         | 20                             | 12.617             | 11.341            | Korablino        |                                         | 1                       | 9                      |
| 9     | Michailowski     | 35.662    | 1841         | 19                             | 18.721             | 16.941            | Michailow        | Oktjabrski                              | 2                       | 17                     |
| 8     | Miloslawski      | 14.553    | 1392         | 10                             | 6.296              | 8.257             | Miloslawskoje    | Zentralny                               | 2                       | 8                      |
| 10    | Pitelinski       | 6.034     | 953          | 6                              | 2.294              | 3.740             | Pitelino         |                                         | 1                       | 4                      |
| 11    | Pronski          | 32.991    | 1070         | 31                             | 23.911             | 9.080             | Pronsk           | Nowomitschurinsk                        | 2                       | 6                      |
| 12    | Putjatinski      | 7.356     | 1008         | 7                              | –                  | 7.356             | Putjatino        |                                         | –                       | 6                      |
| 15    | Rjasanski        | 54.353    | 2170         | 25                             | –                  | 54.353            | Rjasan           |                                         | –                       | 22                     |
| 14    | Rjaschski        | 29.271    | 1019         | 29                             | 22.066             | 7.205             | Rjaschsk         |                                         | 1                       | 5                      |
| 13    | Rybnowski        | 36.928    | 1404         | 26                             | 19.371             | 17.557            | Rybnoje          |                                         | 1                       | 20                     |
| 3     | Sacharowski      | 10.418    | 986          | 11                             | –                  | 10.418            | Sacharowo        |                                         | –                       | 7                      |
| 16    | Saposchkowski    | 11.349    | 960          | 12                             | 3.841              | 7.508             | Saposchok        |                                         | 1                       | 4                      |
| 17    | Sarajewski       | 19.896    | 1634         | 12                             | 6.137              | 13.759            | Sarai            |                                         | 1                       | 13                     |
| 18    | Sassowski        | 18.085    | 1819         | 10                             | –                  | 18.085            | Sassowo          |                                         | –                       | 15                     |
| 24    | Schazki          | 25.996    | 2415         | 11                             | 6.769              | 19.227            | Schazk           |                                         | 1                       | 19                     |
| 25    | Schilowski       | 40.211    | 2376         | 17                             | 23.062             | 17.149            | Schilowo         | Lesnoi                                  | 2                       | 15                     |
| 19    | Skopinski        | 27.227    | 1720         | 16                             | 3.325              | 23.902            | Skopin           | Pawelez, Pobedinka                      | 2                       | 7                      |
| 20    | Spasski          | 28.683    | 2684         | 11                             | 7.714              | 20.969            | Spassk-Rjasanski |                                         | 1                       | 15                     |
| 21    | Staroschilowski  | 17.608    | 1007         | 17                             | 5.466              | 12.142            | Staroschilowo    |                                         | 1                       | 6                      |
| 23    | Tschutschkowski  | 9.995     | 896          | 11                             | 4.259              | 5.736             | Tschutschkowo    |                                         | 1                       | 5                      |
| 22    | Ucholowski       | 10.707    | 956          | 11                             | 5.351              | 5.356             | Ucholowo         |                                         | 1                       | 4                      |

Anmerkungen:
1. 1 2  Nummer des Rajons/Stadtkreises (in alphabetischer Reihenfolge der Namen im Russischen)
2. 1 2  Einwohnerzahlen vom 1. Januar 2010 (Berechnung)
3. ↑  Siedlungen städtischen Typs bzw. Stadtgemeinden
4. 1 2 3 4  Stadt gehört nicht zum Rajon, sondern bildet eigenständigen Stadtkreis; Einwohnerzahl der Stadt nicht bei der Berechnung der Bevölkerungsdichte berücksichtigt